# 姚姓
姚姓，漢姓之一，在《百家姓》中排名第101，上古八大姓之一。2007年姚姓人口在中國大陸排名第51。

## 起源
- 相傳舜因生在姚墟，就以姚为姓[1]。
- 源於外族改姓：西晉時羌族有首領姚弋仲，自認先祖是舜，合族改為姚姓[2]

## 播遷
春秋戰國時期，姚姓主要集中在黃河中下游。西漢後開始播遷，分南、北兩大支系。南系泛稱「吳興姚」，以浙江為主要根據地；北系泛稱「南安姚」，以甘肅隴右為主。
吳興姚在魏晉時期逐漸壯大，並反向中原回流。南安姚則在五胡十六國時建立過後秦政權。除向中原遷徙外，一部分還沿四川、貴州、雲南等地。
姚姓在魏晉之前，人丁並不興旺。隨著吳興姚和南安姚的內遷，姚姓迅速壯大。今天的姚氏大多來自這兩支。

## 延伸阅读
[在维基数据编辑]
 《百家姓》
 《欽定古今圖書集成·明倫彙編·氏族典·姚姓部》，出自陈梦雷《古今圖書集成》